# Gerhard Botz (Politiker)

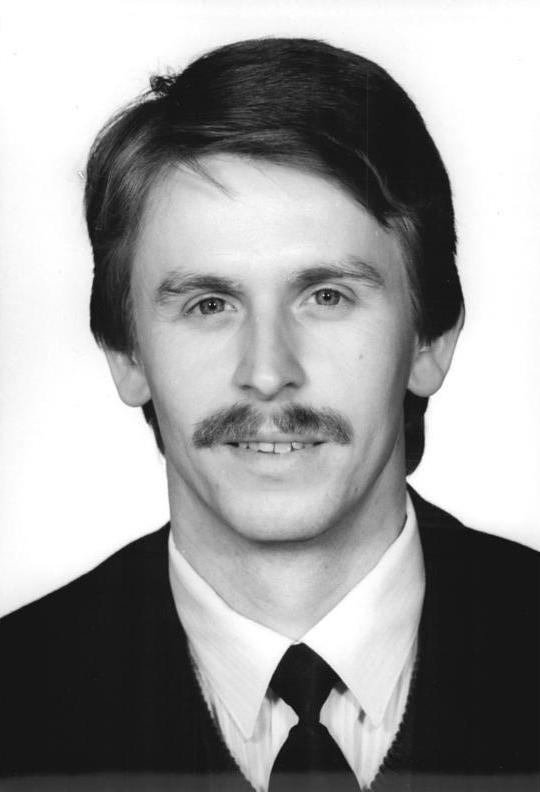
Gerhard Botz (1990)

Gerhard Botz (* 15. September 1955 in Rudolstadt) ist ein deutscher Politiker (SPD).

## Leben und Beruf
Nach dem Abitur 1974 an einer Erweiterten Oberschule (EOS) in Rudolstadt leistete Botz den Wehrdienst bei der NVA ab und begann 1976 ein Studium des Meliorationswesens und der Pflanzenproduktion an der Universität Rostock, welches er 1981 als Diplom-Ingenieur für Melioration beendete. Anschließend war er bis 1990 wissenschaftlicher Mitarbeiter am Institut für Futterproduktion Paulinenaue der Akademie der Landwirtschaftswissenschaften der DDR. Anschließend war er 1991 kurzzeitig EG-Referent im Thüringischen Landwirtschaftsministerium. Von Januar bis 2005 war Botz als wissenschaftlicher Mitarbeiter bei der Thüringischen Landesanstalt für Landwirtschaft tätig.
Gerhard Botz ist verheiratet und hat zwei Kinder.

## Partei
Im Dezember 1989 wurde Botz Mitglied der neu gegründeten Sozialdemokratischen Partei der DDR. Botz gehörte seit 1992 dem SPD-Landesvorstand in Thüringen an und war von 1994 bis 2002 stellvertretender Landesvorsitzender.

## Abgeordneter
Von März bis Oktober 1990 gehörte Botz der ersten frei gewählten Volkskammer der DDR an. Botz zählte auch zu den 144 von der Volkskammer gewählten Abgeordneten, die am 3. Oktober 1990 Mitglied des Deutschen Bundestages wurden. Nach der Bundestagswahl 1990 schied er jedoch schon im Dezember 1990 zunächst wieder aus dem Bundestag aus.
Botz gehörte dann von 1991 bis 1994 als Beobachter dem Europäischen Parlament an und war von 1994 bis 1999 schließlich Mitglied des Europäischen Parlaments.
Anschließend war Gerhard Botz von 1999 bis 2004 Mitglied des Landtags von Thüringen.
Von 2005 bis 2009 war er erneut Mitglied des Deutschen Bundestages. Er war als direkt gewählter Abgeordneter des Wahlkreises Sonneberg – Saalfeld-Rudolstadt – Saale-Orla-Kreis in den Deutschen Bundestag eingezogen. Bei der Bundestagswahl 2005 erreichte er hier 30,2 % der Erststimmen.
Von 2014 bis Ende April 2021 war er Geschäftsführer des Kommunalen Bildungswerkes Thüringen. Aktuell ist er Vorsitzender des Kommunalen Bildungswerkes Thüringen.